# Georg Bochmann

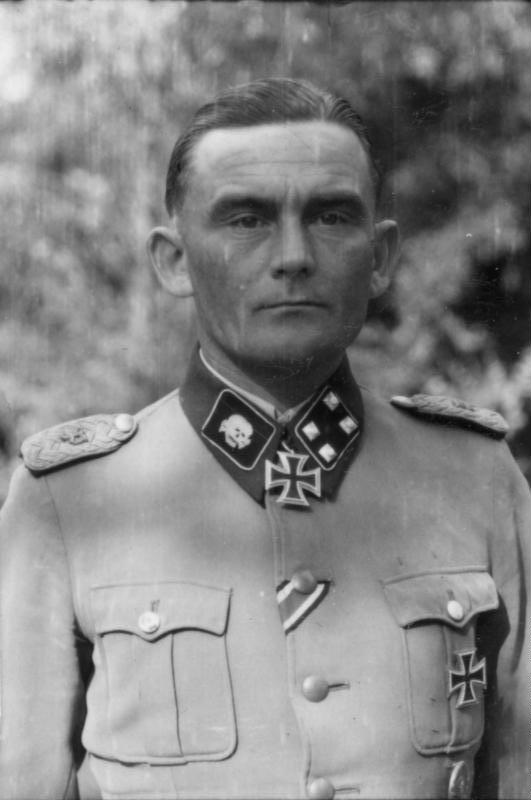
Georg Bochmann, 1943

Georg Bochmann (* 18. September 1913 in Albernau; † 8. Juni 1973 in Offenbach am Main) war ein deutscher Offizier der SS-Totenkopfverbände, sowie Kommandeur der 18. SS-Freiwilligen-Panzergrenadier-Division „Horst Wessel“ und als SS-Oberführer der 17. SS-Panzergrenadier-Division „Götz von Berlichingen“.  

## Leben

### Mitglied der NSDAP und SS
Als Sohn von Textilarbeitern geboren, war Bochmann von Oktober 1930 bis Mai 1933 Mitglied der Hitlerjugend. Zum 1. Mai 1933 trat er der NSDAP bei (Mitgliedsnummer 1.907.565), am 1. April 1934 der SS (SS-Nummer 122.362). 1934 trat er in das SS-Sonderkommando „Sachsen“ ein, das nach der Neuorganisation der Konzentrationslager zu den SS-Wachverbänden gehörte und ab 1935 deren III. Sturmbann bildete. Das Sonderkommando war für die Bewachung des KZ Sachsenburg zuständig. Nach der offiziellen Einführung der Bezeichnung SS-Totenkopfverbände am 29. März 1936 wurde Bochmann als SS-Untersturmführer Anfang 1937 Kompaniechef in der 1. SS-Totenkopfstandarte „Oberbayem“ am Standort des KZ Dachau.

„Unsere 14. Kompanie war stets eine der zackigsten in der SS-Totenkopfstandarte Oberbayern. Auf dem Reichsparteitag schnitten wir immer am besten ab beim Vorbeimarsch am Führer. Einmal gab's nachher Sonderurlaub. Das war Schule Bochmann.“

### Zweiter Weltkrieg
Im Westfeldzug gegen Frankreich wurde er als Regimentschef des SS-Totenkopf-Infanterie-Regiment 1 der SS-Division Totenkopf mit dem Eisernen Kreuz 2. Klasse ausgezeichnet, zum SS-Hauptsturmführer befördert und besuchte einige Lehrgänge, u. a. bei der Infanterieschule Doberitz und der 31. Infanterie-Division.
Ab dem 27. März 1941 war Bochmann Chef des SS-Panzerjäger-Bataillon 3 der SS-Division-Totenkopf, mit der er an dem Unternehmen Barbarossa teilnahm. Das Bataillon stieß über die baltischen Länder bis nach Leningrad vor; im Juli gleichen Jahres wurde er verwundet.
Nach seiner Genesung wurde er erneut Kommandeur der Panzerjäger-Abteilung der SS-Totenkopf-Division, mit dieser er am Ilmensee im Kessel von Demjansk eingekesselt wurde. Dort erkrankte er an Malaria, was ihn bis April 1942 kampfunfähig machte. Danach wurde Bochmann Führer der SS-Totenkopf-Kampfgruppe Bochmann, bevor er erneut verwundet wurde. Bereits am 21. April 1942 hatte Bochmann das Ritterkreuz des Eisernen Kreuzes für einen siegreichen Angriff auf das Dorf Nowo-Ramuschewo erhalten, bei dem Geschütze und Traktoren erbeutet werden konnten, am Tag zuvor, dem 20. April war er zum SS-Sturmbannführer befördert worden.
Kurz darauf wurde er Kommandeur des II. SS-Kradschützen-Regiments „Thule“, im Juli 1943 Kommandeur des SS-Panzer-Regiment 3 „Totenkopf“. Mit Wirkung vom 10. Februar 1944 wurde der überzeugte Nationalsozialist Kommandeur der SS-Führerschule des Wirtschafts-Verwaltungsdienstes in Arolsen. Der Schule war ein Außenlager des KZ Buchenwald angegliedert.
Beim Vorschlag zur Beförderung zum Standartenführer im November 1944 bezeichnete der Chef des SS-Wirtschafts-Verwaltungshauptamtes Oswald Pohl in einer Beurteilung Bochmanns weltanschauliche Ausrichtung als „über jeden Zweifel erhaben“.
Im November 1944 wurde er als Regimentskommandeur zur 2. SS-Panzer-Division „Das Reich“ versetzt und kurze Zeit später Kommandeur des SS-Panzer-Regiments 9. der 9. SS-Panzer-Division „Hohenstaufen“.
Ab 3. Januar 1945 kommandierte er die 18. SS-Freiwilligen-Panzergrenadier-Division „Horst Wessel“ in den Kämpfen um Schlesien, wofür ihm am 26. März 1945 von Adolf Hitler das Eichenlaubs mit Schwertern zum Ritterkreuz des Eisernen Kreuzes verlieh. Gleichzeitig wurde er zum SS-Oberführer befördert und übernahm als Kommandeur die Führung der 17. SS-Panzergrenadier-Division „Götz von Berlichingen“ (GvB).
Die Entbindung als Kommandeur der Division „Horst Wessel“ erfolgte auf Veranlassung des damaligen Generaloberst Ferdinand Schörner, der zuvor die Verleihung der Schwerter zum Ritterkreuz befürwortet hatte. Mitte April 1945 war die 17. SS-Panzergrenadier-Division an Kämpfen im Großraum Nürnberg beteiligt; Ende April lag sie im Tegernseer Tal mit dem Divisionsgefechtsstand in Glashütte, Nahe der österreichischen Grenze.
Im Auftrag der Bürgermeister der Gemeinden des Tegernseer Tals versuchte der Schweizer Vizekonsul Paul Frei eine kampflose Übergabe der Talgemeinden zu vermitteln. Am 2. Mai 1945 gegen 19:00h wurde in Rottach-Egern ins Lazarett in der  „Überfahrt“ durch Boten ein Ultimatum der Amerikaner überbracht: Wenn bis 21:00h keine Rückzugsbewegungen der SS-Truppen erkenntlich sind, wird das Tal in Schutt und Asche gelegt. Beinah zu gleichen Zeit kam dort ein Adjutant von SS-Oberführer Bochmann mit der schriftlichen Erklärung, die Truppen bis 11 Uhr abends hinter Kreuth zurück zu nehmen und das Tegernseer Tal nicht in Kampfhandlungen einzubeziehen. Damit waren die Vermittlungsbemühungen Paul Freis erfolgreich abgeschlossen, das Tal blieb von der Zerstörung verschont. Nun musste diese Erklärung Bochmanns unverzüglich den Amerikanern übermittelt werden.

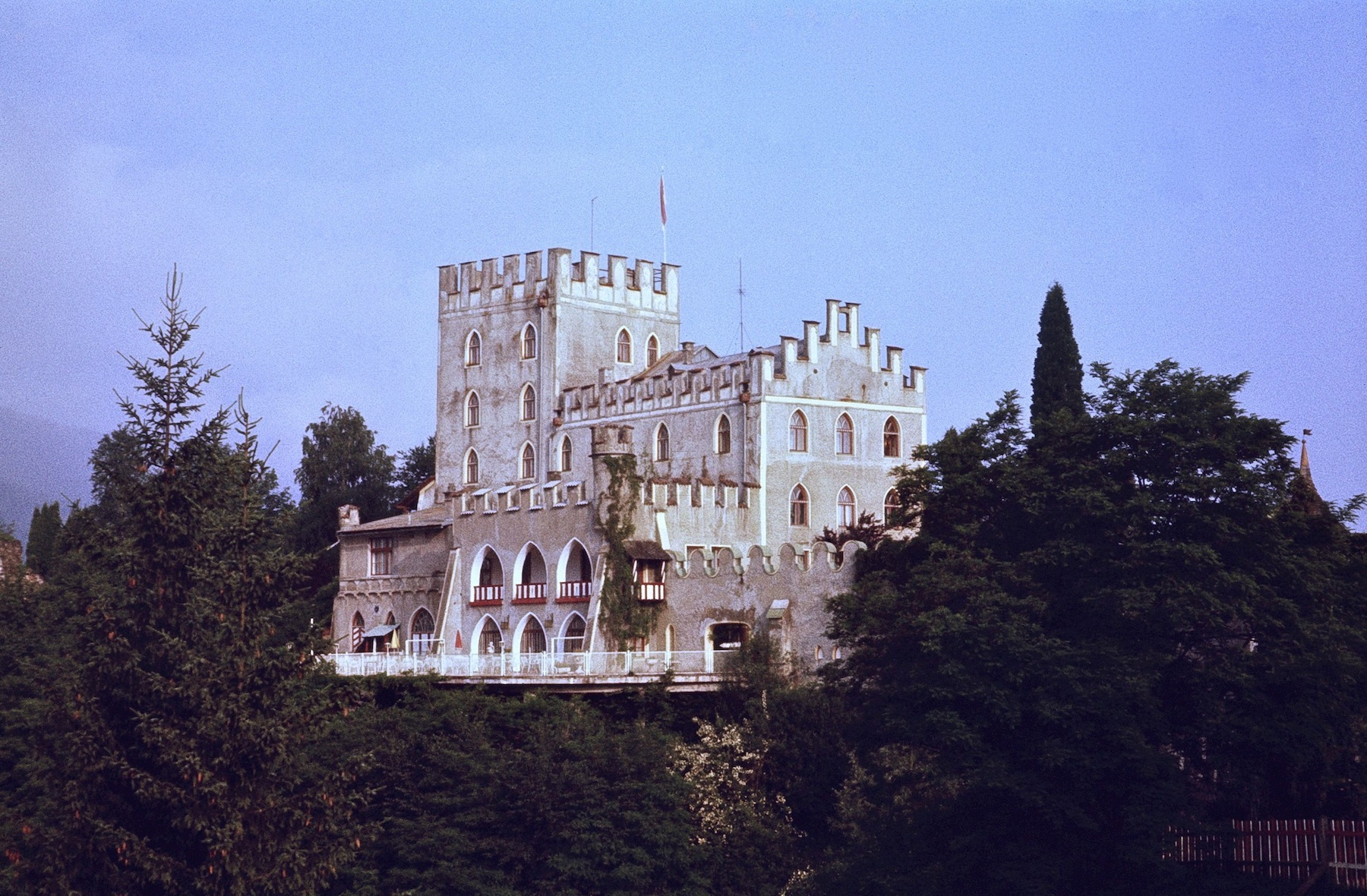
Schloss Itter

 Teile der Division „Götz von Berlichingen“ waren am 5. Mai am Angriff der Waffen-SS auf Schloss Itter, wo sich prominente Gefangene wie Édouard Daladier und Paul Reynaud aufhielten, beteiligt.
Bochmann hielt bis Kriegsende uneingeschränkt an seiner nationalsozialistische Gesinnung fest. So endete einer seiner letzten Divisions-Tagesbefehle am 4. Mai 1945 mit den Worten „Unser Vorbild sei uns für alle Zeit Adolf Hitler“, der sich zu dieser Zeit nach seinem Selbstmord am 30. April im Führerbunker schon längst der Verantwortung entzogen hatte.
Gemäß der Kapitulationsverhandlungen sollten die verbliebenen SS-Männer im Kreuther Tal und in Rottach-Egern in den kommenden Tagen den Weg in die Gefangenschaft der US-Armee antreten, jedoch setzten sich einige vorher in die Berge ab. Am 8. Mai begab sich die Division unter dem Kommando von Obersturmbannführer Klaphake in Kriegsgefangenschaft.
Bochmann starb 1973, womöglich an Folgen seiner Malaria-Infektion im Kessel von Demjansk; sein Grab befindet sich auf dem Soldatenfriedhof Offenbach.

## Archivische Überlieferung
Im Berlin Document Center (Berlin-Lichterfelde) des Bundesarchivs hat sich bei den SS-Führerpersonalakten eine Akte über Bochmann (R 9361-III/517699) erhalten.

## Dienstränge
1933: SS-Anwärter
24.05.1934: SS-Mann
09.11.1934: SS-Sturmmann
00.12.1934: SS-Rottenführer
25.01.1935: SS-Unterscharführer
20.04.1936: SS-Untersturmführer
20.04.1937: SS-Obersturmführer
25.08.1939: SS-Hauptsturmführer
20.04.1942: SS-Sturmbannführer
09.11.1943: SS-Obersturmbannführer
09.11.1944: SS-Standartenführer
20.04.1945: SS-Oberführer

## Auszeichnungen
- Eisernes Kreuz
  - II. Klasse (20. Juni 1940)
  - I. Klasse (8. Juli 1941)
  - Ritterkreuz (3. Mai 1942)
  - Eichenlaub (17. Mai 1943)
  - Schwerter (26. März 1945)
- SS-Ehrendegen (20.04.1937, überreicht von Max Simon)
- SS-Ehrenring
- SS-Dienstauszeichnung 4. Stufe
- Infanterie-Sturmabzeichen in Silber
- Verwundetenabzeichen in Schwarz, Silber und Gold (1941/1942/1943)
- Nennung im Wehrmachtsbericht (19. März 1943)
- Demjanskschild (1943)
- Medaille Winterschlacht im Osten 1941/42 (6. August 1942)
- Allgemeines Sturmabzeichen (1941)
- Deutsches Reichssportabzeichen in Bronze
- SA-Sportabzeichen in Bronze
- Medaille zur Erinnerung an den 13. März 1938
- Medaille zur Erinnerung an den 1. Oktober 1938
- Medaille zur Erinnerung an die Heimkehr des Memellandes

Quellen: 